# Sedano
Sedano är en ort i Spanien.   Den ligger i provinsen Provincia de Burgos och regionen Kastilien och Leon, i den norra delen av landet, 260 km norr om huvudstaden Madrid. Sedano ligger 747 meter över havet och antalet invånare är 534.
Terrängen runt Sedano är kuperad norrut, men söderut är den platt. Sedano ligger nere i en dal. Runt Sedano är det mycket glesbefolkat, med 3 invånare per kvadratkilometer. Närmaste större samhälle är San Martín de Elines, 15,8 km nordväst om Sedano. 